# Jagodic
Jagodic je priimek v Sloveniji, ki ga je po podatkih Statističnega urada Republike Slovenije na dan 1. januarja 2010 uporabljalo 576 oseb.

## Znani nosilci priimka
- Ana Jagodic, sociologinja
- Andreja Jagodic (* 1975), kolesarka in alpinistka
- Anton Jagodic (1923–2006), kardiolog
- Ciril Jagodic (1919–2007), lutkar
- Cveto Jagodic, alpinist?
- Dario Jagodic (1935–2012), arhitekt in urbanist
- David Jagodic (* 1988), tenorist, operni pevec
- Devan Jagodic, sociolog
- Eva Jagodic, dramaturginja
- Franc Jagodic (1933–1986), kemik, univ. profesor
- Franci Jagodic - Koko (1930–2023), jazz glasbenik, kontrabasist in bobnar
- Igor Jagodic (* 1976), kuhar
- Jožef Jagodic (1899–1974), škofijski kancler, dušni pastir jsl. beguncev v Avstriji, monsinjor, publicist (o A. B. Jegliču)...
- Lucija Jagodic Klipšteter (*1967?), zdravnica
- Marija Jagodic (Marija Makarovič) (* 1930), etnologinja
- Metka Jagodic Pogačar, zborovodkinja
- Mihaela Jagodic, zborovodkinja in glasbena organizatorka
- Rado Jagodic (* 1971), likovni umetnik v zamejstvu
- Tone Jagodic, športni delavec
- Vladislav Jagodic (1925–1983), jezikoslovec arabist, lektor